# Colombières-sur-Orb
Colombières-sur-Orb is een gemeente in het Franse departement Hérault in de regio Occitanie en telt 417 inwoners (1999). De plaats maakt deel uit van het arrondissement Béziers.

## Geografie
De oppervlakte van Colombières-sur-Orb bedraagt 8,1 km², de bevolkingsdichtheid is 51,5 inwoners per km².

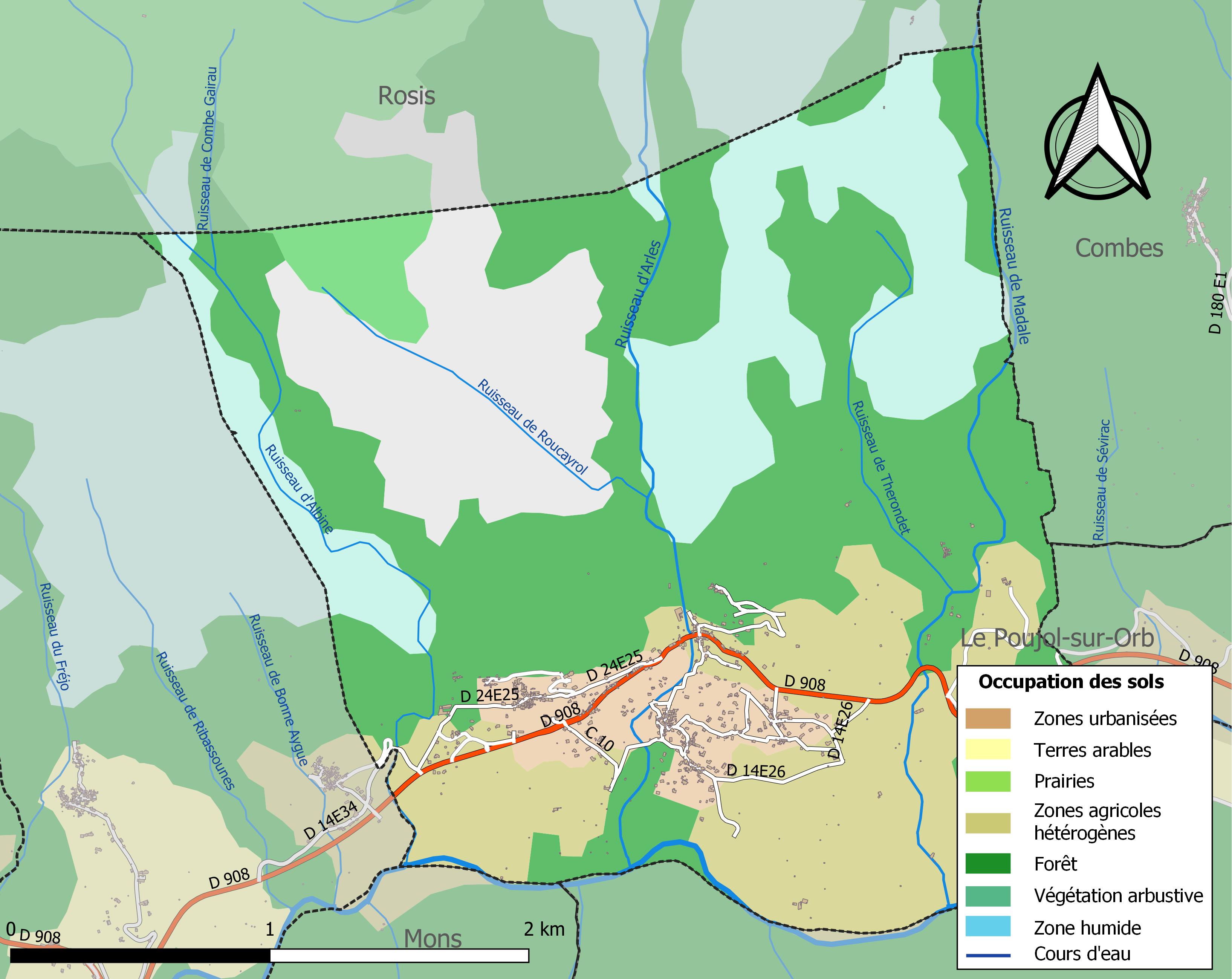
Kaart van de gemeente met de belangrijkste infrastructuur, bodemgebruik en omliggende gemeenten

## Demografie
Onderstaande figuur toont het verloop van het inwonertal (bron: INSEE-tellingen).

## Geboren in Colombières-sur-Orb
- Jean-Claude Carrière (1931-2021), schrijver, scenarist, regisseur en acteur

1. ↑  Populations de référence 2022.